# Hoàng Thị Thúy Lan
Hoàng Thị Thúy Lan (sinh ngày 6 tháng 5 năm 1966) là một cựu nữ chính trị gia người Việt Nam. Bà từng là Trưởng đoàn Đại biểu Quốc hội khóa XV tỉnh Vĩnh Phúc, nguyên Chủ tịch Hội đồng nhân dân tỉnh Vĩnh Phúc. Trong Đảng Cộng sản Việt Nam, Bà nguyên là Ủy viên Ban Chấp hành Trung ương Đảng khóa XIII, nguyên Bí thư Tỉnh ủy Vĩnh Phúc, Bí thư Đảng ủy Quân sự tỉnh. Bà đã bị bắt, truy tố đầu năm 2024 do tham ô, nhận hối lộ do liện quan đến vụ án ở Công ty Tập Đoàn Phúc Sơn.

## Xuất thân
Hoàng Thị Thúy Lan sinh ngày 6 tháng 5 năm 1966, quê quán ở phường Ngô Quyền, thành phố Vĩnh Yên, tỉnh Vĩnh Phúc.

## Giáo dục
Trình độ chính trị: Cao cấp lý luận chính trị
Trình độ chuyên môn: Thạc sĩ Luật, Đại học Khoa học Xã hội và Nhân văn Hà Nội.

## Sự nghiệp
- 10/1990 - 04/1997: Giáo viên Trường THCS Duy Phiên, huyện Tam Dương, tỉnh Vĩnh Phú; Cán bộ Hội Liên hiệp Phụ nữ Thị xã Vĩnh Yên, tỉnh Vĩnh Phú.
- 11/1995 - 04/1997: Phó Bí thư Thị đoàn Vĩnh Yên, tỉnh Vĩnh Phú (từ 01/1997 là tỉnh Vĩnh Phúc)
- 05/1997 - 05/2001: Ủy viên Ủy ban Trung ương Hội Liên hiệp Thanh niên Việt Nam, Phó Chủ tịch Hội Liên hiệp Thanh niên tỉnh Vĩnh Phúc, Ủy viên Ban Thường vụ Tỉnh đoàn, Phó Chánh văn phòng, Chánh văn phòng Tỉnh đoàn rồi Trưởng ban Tư tưởng - Văn hóa Tỉnh đoàn Vĩnh Phúc.
- 06/2001 - 06/2004: Ủy viên kiêm Chánh văn phòng Ủy ban Kiểm tra Tỉnh ủy Vĩnh Phúc.
- 07/2004 - 12/2005: Ủy viên Trung ương Đoàn, Bí thư Đảng ủy Cơ quan, Bí thư Tỉnh đoàn, Chủ tịch Hội Liên hiệp Thanh niên tỉnh Vĩnh Phúc.
- 12/2005 - 11/2006: Tỉnh ủy viên, Ủy viên Trung ương Đoàn, Bí thư Đảng ủy Cơ quan, Bí thư Tỉnh đoàn, Chủ tịch Hội Liên hiệp Thanh niên tỉnh Vĩnh Phúc.
- 12/2006 - 6/2008: Tỉnh ủy viên, Bí thư Đảng ủy Khối Các cơ quan dân - chính - đảng tỉnh.
- 07/2008 - 12/2008: Quyền Chủ tịch Liên đoàn Lao động tỉnh Vĩnh Phúc
- 01/2009 - 10/2009: Chủ tịch Liên đoàn Lao động tỉnh Vĩnh Phúc.
- 11/2009 - 12/2009: Tỉnh ủy viên, Trưởng ban Dân vận Tỉnh ủy Vĩnh Phúc.
- 01/2010 - 07/2010: Ủy viên Thường vụ, Trưởng ban Dân vận Tỉnh ủy Vĩnh Phúc.
- 07/2010 - 09/2010: Ủy viên Thường vụ Tỉnh ủy, Phụ trách Ủy ban Kiểm tra Tỉnh ủy Vĩnh Phúc.
- 10/2010 - 04/2012: Ủy viên Thường vụ, Chủ nhiệm Ủy ban Kiểm tra Tỉnh ủy Vĩnh Phúc.
- 05/2012 - 04/2014: Ủy viên Thường vụ, Trưởng ban Tổ chức Tỉnh ủy Vĩnh Phúc.
- 05/2014 - 11/2014: Phó Bí thư kiêm Trưởng ban Tổ chức Tỉnh ủy Vĩnh Phúc.
- 12/2014 - 01/2015: Phó Bí thư Tỉnh ủy Vĩnh Phúc.
- Tháng 2/2015: tại Hội nghị BCH Đảng bộ tỉnh Vĩnh Phúc lần thứ 29 khóa 15, bà được bầu giữ chức Bí thư Tỉnh ủy[3].
- Tháng 4/2015: HĐND tỉnh Vĩnh Phúc khóa 15, họp kỳ thứ 12 (bất thường). Tại kì họp này, bà được bầu giữ chức vụ Chủ tịch HĐND tỉnh Vĩnh Phúc khóa 15, với 47/48 phiếu đồng ý.[4]
- Tháng 10/2015: Bà tái đắc cử Bí thư Tỉnh ủy.
- Tháng 3/2016: tại Đại hội Đại biểu toàn quốc lần thứ 12 của Đảng, bà được bầu làm Ủy viên Ban Chấp hành Trung ương Đảng.
- 14/10/2020: tại phiên họp thứ 1, BCH Đảng bộ tỉnh Vĩnh Phúc khóa 17, bà tiếp tục được bầu làm Bí thư Tỉnh ủy với số phiếu tuyệt đối [5].
- Ngày 30/10/2020: tại kỳ họp thứ 18, HĐND tỉnh Vĩnh Phúc khóa 16, bà được bầu làm Chủ tịch HĐND tỉnh Vĩnh Phúc[6], nhiệm kỳ 2016-2021, thay ông Trần Văn Vinh nghỉ hưu với số phiếu tuyệt đối.
- Ngày 30/01/2021: tại Đại hội Đại biểu toàn quốc lần thứ 13 của Đảng, bà tiếp tục được bầu làm Uỷ viên Ban Chấp hành Trung ương.[7]

## Phát biểu
- | “                                                                         | Trên cương vị Bí thư Tỉnh ủy, Chủ tịch HĐND tỉnh, tôi hứa sẽ lãnh đạo toàn Đảng bộ thực hiện thành công Nghị quyết Đại hội Đảng bộ tỉnh lần thứ 16. Cụ thể, sẽ có cơ chế, chính sách, xây dựng đề án đào tạo cán bộ trẻ, cán bộ nữ; chú trọng công tác đề bạt, bổ nhiệm cán bộ, nhất những nhân tố mới, trẻ tuổi, có tài; quan tâm đến đời sống, việc làm, thu nhập của cán bộ, công chức, viên chức. Đồng thời, tiếp tục lãnh đạo đầu tư phát triển công nghiệp phụ trợ để thu hút các doanh nghiệp đến đầu tư tại tỉnh; quan tâm đến đời sống vật chất, tinh thần, xây dựng, hoàn thiện các bệnh viện để làm tốt hơn công tác chăm sóc sức khỏe cho nhân dân. Phấn đấu xây dựng Vĩnh Phúc thành trung tâm công nghiệp, dịch vụ của vùng, nâng cao đời sống vật chất của người dân, đưa Vĩnh Phúc sớm trở thành thành phố trực thuộc TW. | ” |
| — Hoàng Thị Thúy Lan, Phát biểu tại buổi "tiếp xúc cử tri" ngày 13/5/2016 | |   |

## Kiểm điểm

### Lần 1
Tại ký họp thứ 19 của Ủy ban Kiểm tra Trung ương khóa 12, cơ quan này xác định Ban Thường vụ Tỉnh ủy Vĩnh Phúc khóa 15, 16 đã thắc mắc những vi phạm, khuyết điểm như: quyết định bổ nhiệm, giới thiệu ứng cử đối với một số cán bộ không bảo đảm tiêu chuẩn, điều kiện, có biểu hiện "cục bộ", "không bình thường"; thiếu kiểm tra, giám sát, để một số cơ quan, tổ chức có số lượng phòng, lãnh đạo cấp phó sở, ngành và sử dụng lao động hợp đồng không đúng quy định; vi phạm nguyên tắc tập trung dân chủ, vi phạm quy định của Đảng, Nhà nước và Quy chế làm việc của Tỉnh ủy trong việc lãnh đạo, chỉ đạo thực hiện công tác cán bộ; quản lý, sử dụng đất và quản lý đầu tư xây dựng đối với một số dự án, công trình trọng điểm; Thường trực Tỉnh ủy cho chủ trương đối với một số dự án sử dụng đất không đúng quy định pháp luật, không phù hợp quy hoạch; giao đất không thông qua đấu giá quyền sử dụng đất; Ban Thường vụ Tỉnh ủy buông lỏng lãnh đạo, thiếu kiểm tra, giám sát để xảy ra vi phạm đối với một số dự án, công trình trọng điểm, gây lãng phí, thất thoát ngân sách Nhà nước, gây hậu quả nghiêm trọng..
Bí thư Tỉnh ủy Hoàng Thị Thúy Lan và Phó Bí thư Tỉnh ủy kiêm Chủ tịch UBND tỉnh Nguyễn Văn Trì có các vi phạm, khuyết điểm liên quan nhưng chỉ bị yêu cầu kiểm điểm nghiêm túc  do chưa đến mức phải xem xét, thi hành kỷ luật.

### Lần 2
Tại kỳ họp thứ 2 của Ủy ban Kiểm tra Trung ương (UBKT TW), cơ quan này xác định: Ban Thường vụ Tỉnh ủy Vĩnh Phúc đã vi phạm nguyên tắc tập trung dân chủ, Quy chế làm việc, quy định về trách nhiệm nêu gương và các quy định của Đảng, Nhà nước trong việc bổ nhiệm một số cán bộ diện Ban Thường vụ Tỉnh ủy quản lý. UBKT TW yêu cầu Ban Thường vụ Tỉnh ủy Vĩnh Phúc thu hồi, hủy bỏ các nghị quyết, quyết định không đúng quy định về công tác cán bộ, đồng thời kiểm điểm, xử lý trách nhiệm đối với các tổ chức, cá nhân có liên quan. Trong đó có trường hợp bà Trần Huyền Trang, ái nữ của Bí thư Tỉnh ủy, Chủ tịch HĐND tỉnh, Trưởng đoàn ĐBQH tỉnh Hoàng Thị Thúy Lan được bổ nhiệm là Phó Giám đốc Sở Kế hoạch và Đầu tư khi 31 tuổi.

## Tặng thưởng
- Huân chương Lao động hạng Ba (năm 2011)
- Bằng khen của Thủ tướng Chính phủ (năm 2009, năm 2013)
- Chiến sỹ thi đua cấp tỉnh (năm 2012)
- Nhiều Huy chương của các Bộ, ngành Trung ương
- Nhiều Bằng khen của Ban Thường vụ Tỉnh ủy và Chủ tịch Ủy ban nhân dân tỉnh

## Gia đình
Bà có con gái là bà Trần Huyền Trang, 31 tuổi được bổ nhiệm làm Phó Giám đốc Sở Kế hoạch và Đầu tư Vĩnh Phúc.